# 翁格蘭湖
46°25′29″N 7°2′54″E / 46.42472°N 7.04833°E

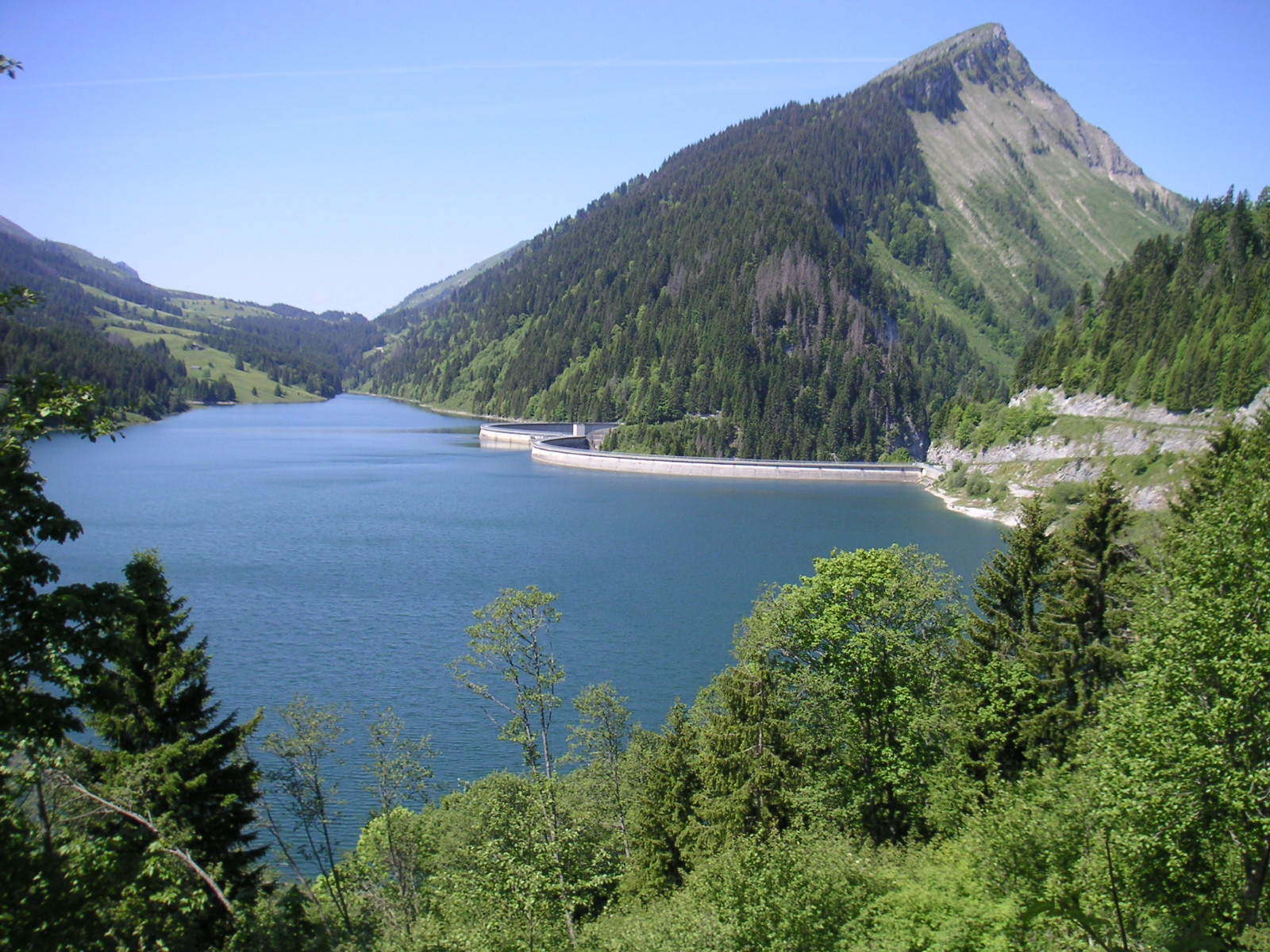

翁格蘭湖是瑞士的湖泊，位於該國西部沃州，面積1.6平方公里，集水區面積45.6平方公里，海拔高度1,255米，最大水深105米，該湖的兩座主要水壩落成於1969年。